# John Stuart Mill
John Stuart Mill, britanski filozof, ekonomist in politični filozof, * 20. maj, 1806, Pentonville, London, Anglija, Združeno kraljestvo Velike Britanije in Severne Irske, † 8. maj, 1873, Avignon, Francija. 
Bil je veliki zagovornik utilitarizma, etične teorije, ki jo je razvil njegov učitelj, Jeremy Bentham, čeprav se je njegov koncept tega filozofskega nazora zelo razlikoval od Benthamovega. Utilitarizem slednjega je bil egoistično naravnan, medtem ko je bil Millov utilitarizem predvsem altruističen v svoji osnovi.

## Mladost
Johna Stuarta Milla je v celoti vzgajal njegov oče, James Mill. Nikoli ni obiskoval nobene šole ali univerze, ampak ga je oče vzgojno vodil vse od začetka: trileten se je moral učiti grščino, od sedmega leta latinščino, aritmetiko in zgodovino, od dvanajstega pa več smeri višje matematike. Pri osmih letih je tudi prebiral vse latinske in grške avtorje, ki so bili brani v tedanjih šolah in univerzah, kot so Horacij, Vergilij, Ovid, Tacit, Homer, Dioniz, Sofoklej, Euripid, Aristofan in Tukidid. Oče ga je vzgajal tudi v utilitarizmu in prav z Johnom Stuartom Millom je ta beseda prešla v splošno rabo. V prostem času je rad bral knjige o naravoslovnih znanostih in popularne romane, kot so Don Kihot in Robinson Crusoe.
Sedemnajstleten je začel delati za Vzhodnoindijsko družbo, kjer je bil njegov oče eden izmed najvišjih uradnikov, in v tej službi je ostal petintrideset let, vse dotlej, ko je leta 1858 družba prenehala delovati. Očetova prevlada v vsem, kar je v življenju počel, je pri dvajsetletnemu mladeniču povzročila resno krizo, saj je začutil potrebo po samostojnemu vodenju življenja. Krizo je potem premagal in pri petindvajsetih spoznal poročeno žensko, Harriet Taylor, med katerima se je razvila tesna zaupnost in kasneje strastna navezanost, zvezo pa je sprejel tudi njen mož, John Taylor, kar je v tedanji družbi povzročilo veliko zgražanje. Milla je Harriet vpeljala v boemski krog prijateljev in je iz učenke postala njegova najstrožja kritičarka in svetovalka. Ko je njen mož leta 1851 umrl, se je Mill poročil s Harriet, a je leta 1858 umrla. Mill je bil med letoma 1865 in 1868 član Parlamenta Združenega kraljestva, kjer je opozoril nase zlasti s predlogom o volilni pravici za ženske.
Vse od časa otroštva je bil ateist, v svojih delih pa je bil tudi zelo diskreten glede svojih verskih prepričanj.

## Življenjsko delo

### Povzetek empiristične filozofije
Mill je postal slaven že s svojo prvo knjigo, Sistem logike, delom v dveh zvezkih, ki ga je objavil leta 1843. Kljub naslovu vsebuje to delo splošni sistem filozofije, ki povzema vso dotedanjo empiristično filozofijo, kakor so jo razvilo Locke, Berkeley, Hume in Bentham, čeprav brez Berkeleyjeve teologije in Humovega skepticizma. Delo je bilo dolga leta najboljši sistematični prikaz tovrstne filozofije, zato je bilo priznano in vplivno po vsem svetu, čeprav ni bilo posebno izvirno, razen v podrobnostih.

### O svobodi
Delo O svobodi je še danes klasična razlaga pojmovanja posameznikove svobode. Mill je menil, da lahko posameznik počne karkoli, dokler s svojim početjem bistveno ne prizadene drugih. Njegova originalna in osrednja teza v tem delu je:
/.../samoobramba je edino, zaradi česar sme človeštvo, tako posameznik kakor skupnost, poseči v svobodo katerega koli dejanja/.../
Bistvo dela pa je morda najbolje povzeto takole:
Posameznik je v družbi odgovoren le za tisti del svojega ravnanja, ki zadeva druge ljudi, med tem ko je v delu, ki zahteva zgolj njega samega, njegova neodvisnost upravičeno brezpogojna. Posameznik je edini vladar nad samim seboj, nad lastnim telesom in duhom.

### Enakost žensk
Delo Podrejenost žensk je še presenetljivejše, saj je bil prvi filozof, ki je po dolgem obdobju odrinjenosti ideje o enakosti žensk od Epikurjeve smrti do 18. stoletja in vrenja liberalnih idej v času francoske revolucije zagovarjal enakost med spoloma. Pred tem obdobjem sta bila edina filozofa, ki sta načela temo spolne enakosti, Platon, ki je trdil, da bi morali deklice vzgajati enako kakor dečke, ter Epikur, ki je prav tako kakor Mill zahteval enakost za ženske. Delo je hkrati prva knjiga, ki jo je kaki znani mislec posvetil zagovoru spolne enakosti. Knjiga je še danes cenjena med feministkami.